# Phytoecia lahoulensis
Phytoecia lahoulensis là một loài bọ cánh cứng trong họ Cerambycidae.